# 郝絅
郝絅（？—？），字贲如，號木仲，山東濟南府齊河縣人，明末清初政治人物。

## 生平
天啓七年（1627年）丁卯科山東鄉試第八名舉人，崇禎十年（1637年），登丁丑科會試第一百四十五名，廷試三甲二百六名进士。兵部观政，十一年授肥鄉知縣，十三年調永年，十五年考选兵科給事中，十六年革职，本年補山西河東分守道。
明亡仕清，由兵部右侍郎金之俊举荐，順治元年（1644年）八月授任山西布政使司参议、署布政司事。四年八月復補湖广布政使司参议、兼按察使司佥事、武昌兵备道，五年八月復補浙江布政使司参议、屯田水利道。

## 家族
曾祖郝尧民，省祭；祖郝经纬，省祭；父郝天相，庠生。